# Feint
Feint is de tweede single van de band Epica.
De single kwam uit in januari 2004 en werd verkocht in een cd-hoes waar twee cd's in passen. Later kwam de single Cry for the Moon uit in cardsleeve. Die single kon in de hoes van Feint worden geplaatst. Bij de single kwam ook een videoclip uit.

## Credits
- Simone Simons - zangeres (mezzosopraan)
- Mark Jansen - slaggitarist, grunts & screams
- Ad Sluijter - sologitarist
- Coen Janssen - toetsenist
- Yves Huts - basgitarist
- Jeroen Simons - drummer

## Tracklist
| Nr. | Titel                                               | Tekst       | Muziek                                           | Duur |
| --- | --------------------------------------------------- | ----------- | ------------------------------------------------ | ---- |
| 1.  | Feint                                               | Mark Jansen | Ad Sluijter, Coen Janssen, Jansen, Simone Simons | 4:18 |
| 2.  | Feint (Piano version)                               | Jansen      | Sluijter, Janssen, Jansen, Simons                | 4:53 |
| 3.  | Triumph of Defeat (Instrumental)                    |             | Janssen                                          | 3:56 |
| 4.  | Seif Al Din ("The Embrace That Smothers - Part VI") | Jansen      | Sluijter, Jansen                                 | 5:47 |

## Versies
- Maxi-single (beperkte uitgave)